# Une drôle de fée
Une drôle de fée (Five Children and It) est un roman pour enfants écrit par Edith Nesbit, publié en 1902, traduit en français aux éditions Gallimard Jeunesse en 2004. Il est considéré comme un classique de littérature d'enfance et de jeunesse britannique.

## Résumé
Des enfants en vacances près de Camden Town, Anthea, Jane, Cyril et Robert découvrent en construisant un château, enfouie dans le sable, une créature qui dit pouvoir exaucer leur vœux. Il s'agit d'une fée des sables, le Psammead, pouvant exaucer n'importe quel souhait. Son apparence physique est étrange et composite : il a des yeux tentaculaires comme les escargots, des oreilles de chauve-souris, un corps recouvert de fourrure et des mains et pieds de singe. Très âgé, il possède un caractère irritable. 
Être riche, voler comme un oiseau ou devenir chevalier... Qui n'a jamais rêvé de voir ses souhaits se réaliser ? Mais attention ! Le rêve peut rapidement virer au cauchemar : les enfants vont apprendre à leurs dépens que la magie se retourne parfois contre celui qui en fait mauvais usage.

## Suites
Les personnages reviennent dans deux autres romans : The Phoenix and the Carpet (non traduit, 1904) et Le Secret de l'amulette (The Story of the Amulet, 1906).
Jacqueline Wilson écrit à son tour une suite en 2012, Four Kids and It.

## Adaptations
- Le livre inspire une série télévisée d'animation japonaise en 1985-1986, diffusée en France sous le nom Sablotin.
- Le livre a été adapté en film en octobre 2004 sous le nom de Cinq enfants et moi.
- Le livre Four Kids and It de Jacqueline Wilson est adapté au cinéma en 2020 : Quatre Enfants et moi.

## Éditions
Édition petit format : Gallimard Jeunesse, Collection Folio Junior, n°1307, 2004  (ISBN 2-07-055762-6).

## Chapitres et ISBN
Liste déroulante des chapitres du livre :